# DDR-Meisterschaften im Schwimmen 1970

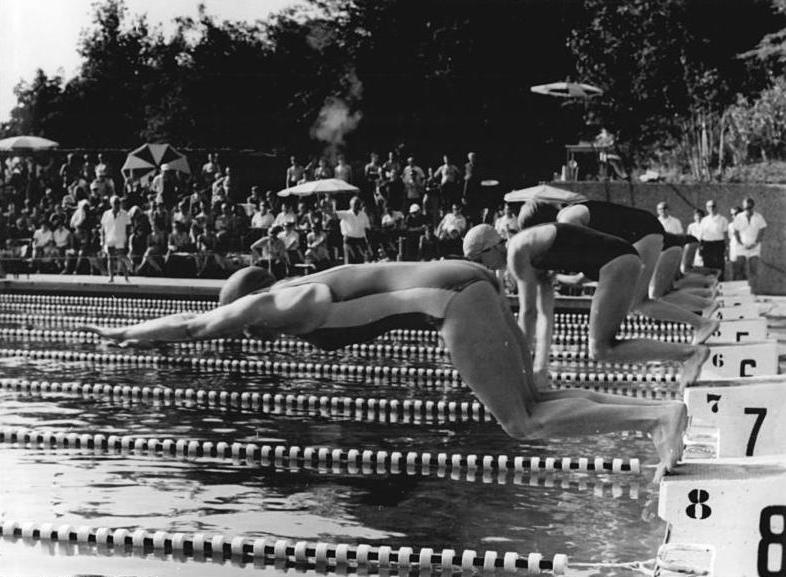
Austragungsort der DDR-Meisterschaften im Schwimmen 1970 war das Volksbad am Marienberg in Brandenburg an der Havel

Die DDR-Meisterschaften im Schwimmen wurden 1970 zum 21. Mal ausgetragen und fanden vom 8. bis 12. Juli in Brandenburg an der Havel im Volksbad am Marienberg statt, bei denen auf 29 Strecken (15 Herren / 14 Damen) die Meister ermittelt wurden. Der Wettkampf diente gleichzeitig als Qualifikationswettkampf für die Europameisterschaften 1970 in Barcelona. Mit sieben Titeln war der SC DHfK Leipzig die erfolgreichste Mannschaft und Roland Matthes vom SC Turbine Erfurt, der vier Einzeltitel gewann, war genauso wie Lutz Unger vom SC Dynamo Berlin (2 im Einzel und 2 in der Staffel) der erfolgreichste Sportler dieser Meisterschaften.
Sportliche Höhepunkte der Meisterschaften waren die neuen DDR-Rekorde von Roland Matthes über 200 Meter Lagen und von Brigitte Schuchardt über 200 Meter Brust. Barbara Hofmeister stellte über 100 Meter Rücken den DDR-Rekord ein. Des Weiteren gelang der Herrenstaffel vom SC Dynamo Berlin über 4 × 200 Meter Freistil ein neuer DDR-Rekord für Klubstaffeln.

## Herren
| Wettbewerb          | Gold                                                                  | Gold        | Silber                                                                        | Silber      | Bronze                                                                      | Bronze      |
| 100 m Freistil      | Roland Matthes SC Turbine Erfurt                                      | 54,5 s      | Lutz Unger SC Dynamo Berlin                                                   | 54,8 s      | Jochen Herbst SC DHfK Leipzig                                               | 55,2 s      |
| 200 m Freistil      | Lutz Unger SC Dynamo Berlin                                           | 1:59,6 min  | Udo Poser ASK Vorwärts Rostock                                                | 2:00,5 min  | Peter Rund SC Dynamo Berlin                                                 | 2:00,9 min  |
| 400 m Freistil      | Lutz Unger SC Dynamo Berlin                                           | 4:15,9 min  | Wolfram Sperling SC DHfK Leipzig                                              | 4:17,3 min  | Wilfried Hartung TSC Berlin                                                 | 4:19,1 min  |
| 1500 m Freistil0    | Wolfram Sperling SC DHfK Leipzig                                      | 16:59,6 min | Karl-Rüdiger Mann SC Dynamo Berlin                                            | 17:04,4 min | Wilfried Hartung TSC Berlin                                                 | 17:12,3 min |
| 100 m Brust         | Egon Henninger ASK Vorwärts Rostock                                   | 1:08,1 min  | Klaus Katzur ASK Vorwärts Rostock                                             | 1:08,3 min  | Rainer Hradetzky SC Dynamo Berlin                                           | 1:09,5 min  |
| 200 m Brust         | Egon Henninger ASK Vorwärts Rostock                                   | 2:29,3 min  | Rainer Hradetzky SC Dynamo Berlin                                             | 2:30,0 min  | Klaus Katzur ASK Vorwärts Rostock                                           | 2:30,3 min  |
| 100 m Schmetterling | Udo Poser ASK Vorwärts Rostock                                        | 1:00,4 min  | Hartmut Flöckner TSC Berlin                                                   | 1:01,0 min  | Reise SC Chemie Halle                                                       | 1:02,2 min  |
| 200 m Schmetterling | Udo Poser ASK Vorwärts Rostock                                        | 2:12,7 min  | Hartmut Flöckner TSC Berlin                                                   | 2:13,4 min  | Roland Freygang SC Einheit Dresden                                          | 2:13,5 min  |
| 100 m Rücken        | Roland Matthes SC Turbine Erfurt                                      | 58,3 s      | Volker Werner SC DHfK Leipzig                                                 | 1:02,3 min  | Lothar Noack SC Einheit Dresden                                             | 1:04,7 min  |
| 200 m Rücken        | Roland Matthes SC Turbine Erfurt                                      | 2:07,4 min  | Volker Werner SC DHfK Leipzig                                                 | 2:14,2 min  | Lothar Noack SC Einheit Dresden                                             | 2:17,2 min  |
| 200 m Lagen         | Roland Matthes SC Turbine Erfurt                                      | 2:12,8 min  | Matthias Pechmann SC DHfK Leipzig                                             | 2:15,1 min  | Günther Jung SC DHfK Leipzig                                                | 2:18,8 min  |
| 400 m Lagen         | Matthias Pechmann SC DHfK Leipzig                                     | 4:47,6 min  | Bertram Türpe SC DHfK Leipzig                                                 | 4:52,1 min  | Ulrich Mehlberg SC Magdeburg                                                | 4:57,5 min  |
| 4 × 100 m Freistil  | ASK Vorwärts Rostock Werner Seidel Klaus Katzur Uwe Haß Udo Poser     | 3:44,1 min  | TSC Berlin Lothar Gericke Hartmut Flöckner Wilfried Hartung Hübener           | 3:44,5 min  | SC Dynamo Berlin Peter Rund Bernd Rudel Karl-Rüdiger Mann Lutz Unger        | 3:44,5 min  |
| 4 × 200 m Freistil  | SC Dynamo Berlin Peter Rund Bernd Rudel Karl-Rüdiger Mann Lutz Unger  | 8:11,3 min  | SC DHfK Leipzig Jochen Herbst Wolfram Sperling Matthias Pechmann Axel Lehmann | 8:13,9 min  | TSC Berlin Wilfried Hartung Hartmut Flöckner Werner Hinz Lothar Gericke     | 8:18,7 min  |
| 4 × 100 m Lagen     | SC Dynamo Berlin Bernd Rudel Rainer Hradetzky Harald Gampe Lutz Unger | 4:08,6 min  | ASK Vorwärts Rostock Schilling Egon Henninger Udo Poser Hans Seebald          | 4:09,0 min  | SC DHfK Leipzig Volker Werner Ulrich Peterlein Lautenschläger Jochen Herbst | 4:09,6 min  |

## Damen
| Wettbewerb          | Gold                                                                            | Gold       | Silber                                                                      | Silber     | Bronze                                                                       | Bronze     |
| 100 m Freistil      | Gabriele Wetzko SC DHfK Leipzig                                                 | 1:01,0 min | Martina Grunert SC DHfK Leipzig                                             | 1:01,8 min | Karin Tülling SC Empor Rostock                                               | 1:02,6 min |
| 200 m Freistil      | Karin Tülling SC Empor Rostock                                                  | 2:13,8 min | Yvonne Nieber SC Magdeburg                                                  | 2:14,4 min | Elke Sehmisch SC DHfK Leipzig                                                | 2:14,7 min |
| 400 m Freistil      | Karin Tülling SC Empor Rostock                                                  | 4:40,8 min | Gabriele Wetzko SC DHfK Leipzig                                             | 4:40,8 min | Elke Sehmisch SC DHfK Leipzig                                                | 4:41,5 min |
| 800 m Freistil      | Karin Neugebauer SC DHfK Leipzig                                                | 9:33,8 min | Karin Tülling SC Empor Rostock                                              | 9:37,4 min | Andrea Eife SC Dynamo Berlin                                                 | 9:50,3 min |
| 100 m Brust         | Brigitte Schuchardt SC Turbine Erfurt                                           | 1:18,1 min | Hannelore Putz SC Turbine Erfurt                                            | 1:18,5 min | Sylvia Langer ASK Vorwärts Rostock                                           | 1:18,7 min |
| 200 m Brust         | Brigitte Schuchardt SC Turbine Erfurt                                           | 2:45,1 min | Hannelore Putz SC Turbine Erfurt                                            | 2:47,7 min | Martina Porsch SC Turbine Erfurt                                             | 2:49,6 min |
| 100 m Schmetterling | Helga Lindner SC Karl-Marx-Stadt                                                | 1:07,6 min | Erika Feyerabendt SC DHfK Leipzig                                           | 1:08,3 min | Christine Strübing SC Empor Rostock                                          | 1:09,1 min |
| 200 m Schmetterling | Helga Lindner SC Karl-Marx-Stadt                                                | 2:23,0 min | Evelyn Stolze SC Dynamo Berlin                                              | 2:31,2 min | Christine Fuchs SC Magdeburg                                                 | 2:32,5 min |
| 100 m Rücken        | Barbara Hofmeister SC DHfK Leipzig                                              | 1:09,2 min | Susanne Hilger SC Empor Rostock                                             | 1:09,9 min | Christine Herbst SC Einheit Dresden                                          | 1:11,6 min |
| 200 m Rücken        | Barbara Hofmeister SC DHfK Leipzig                                              | 2:28,6 min | Christine Herbst SC Einheit Dresden                                         | 2:30,9 min | Susanne Hilger SC Empor Rostock                                              | 2:31,1 min |
| 200 m Lagen         | Martina Grunert SC DHfK Leipzig                                                 | 2:29,1 min | Evelyn Stolze SC Dynamo Berlin                                              | 2:32,0 min | Brigitte Schuchardt SC Turbine Erfurt                                        | 2:32,7 min |
| 400 m Lagen         | Evelyn Stolze SC Dynamo Berlin                                                  | 5:17,7 min | Brigitte Schuchardt SC Turbine Erfurt                                       | 5:20,9 min | Marlis Pohl SC Empor Rostock                                                 | 5:23,7 min |
| 4 × 100 m Freistil  | SC Empor Rostock Karin Tülling Karin Höpfner Christine Strübing Marlis Pohl     | 4:14,8 min | SC DHfK Leipzig Iris Komar Martina Grunert Uta Wolf Gabriele Wetzko         | 4:15,1 min | SC Dynamo Berlin Roswitha Krause Christina Solsky Hauschild Evelyn Stolze    | 4:16,0 min |
| 4 × 100 m Lagen     | SC Karl-Marx-Stadt Eva-Maria Martin Renate Vogel Helga Lindner Bärbel Schindler | 4:39,1 min | SC DHfK Leipzig Barbara Hofmeister Martina Grunert Elke Sehmisch Iris Komar | 4:44,7 min | SC Empor Rostock Susanne Hilger Marlis Pohl Christine Strübing Karin Tülling | 4:45,8 min |

## Medaillenspiegel

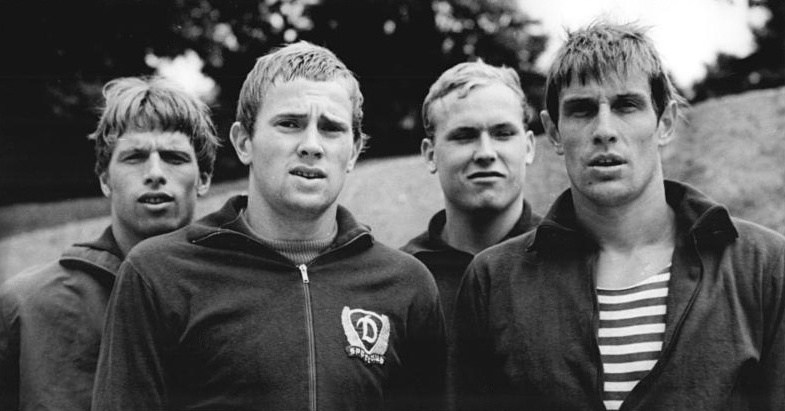
Sieger 4 × 200 m Freistil der Herren
SC Dynamo Berlin (Rudel, Unger, Mann, Rund) mit neuen DDR-Rekord für Klubstaffeln.

| Platz | Verein                        | Verein               | Gold | Silber | Bronze | Total |
| ----- | ----------------------------- | -------------------- | ---- | ------ | ------ | ----- |
| 01    |                               | SC DHfK Leipzig      | 7    | 110    | 5      | 23    |
| 02    | Logo vom SC Turbine Erfurt    | SC Turbine Erfurt    | 6    | 3      | 2      | 11    |
| 03    | Logo vom SC Dynamo Berlin     | SC Dynamo Berlin     | 5    | 5      | 5      | 15    |
| 04    | Logo vom ASK Vorwärts Rostock | ASK Vorwärts Rostock | 5    | 3      | 2      | 10    |
| 05    | Logo vom SC Empor Rostock     | SC Empor Rostock     | 3    | 2      | 5      | 10    |
| 06    | Logo vom SC Karl-Marx-Stadt   | SC Karl-Marx-Stadt   | 3    | –      | –      | 03    |
| 07    | Logo vom TSC Berlin           | TSC Berlin           | –    | 3      | 3      | 06    |
| 08    | Logo vom SC Einheit Dresden   | SC Einheit Dresden   | –    | 1      | 4      | 05    |
| 09    | Logo vom SC Magdeburg         | SC Magdeburg         | –    | 1      | 2      | 03    |
| 10    | Logo vom SC Chemie Halle      | SC Chemie Halle      | –    | –      | 1      | 01    |
|       | Total                         | Total                | 29   | 29     | 29     | 87    |